# Памятник Ф. А. Полетаеву (Рязань)
Памятник Ф. А. Полетаеву в Рязани установлен на углу улиц Полетаева и Гагарина, расположенных в Железнодорожном районе города.

## Информация о памятнике
24 декабря 1970 года в Рязани на углу улиц Полетаева и Гагарина открыт памятник герою двух народов Ф. А. Полетаеву.
Является одним из примеров романтически-героического решения мемориальных памятников, свойственного 1960—70-м годам. Скульптор — народный художник СССР, лауреат Ленинской, Сталинской и Государственной премии РСФСР имени Репина Владимир Ефимович Цигаль, архитектор — Лев Григорьевич Голубовский.
Памятник представляет собой горизонтальную стелу из блоков красного гранита, верхняя, более массивная часть которой слегка смещена вправо по отношению к невысокой нижней (общая высота стелы 3,3 м, длина 7,5 м). Слева вверху врезан в глубокую нишу горельефный портрет Полетаева. Обобщённая пластика лица с подчёркнутой проработкой внимательно прицеливающегося выражения глаз и волевой линии рта хорошо передаёт психологическую сущность характера героя. Расположенная в правой части стелы крупная кисть руки, сжимающая ствол автомата, обрамлённого колосом пшеницы и веткой оливы, уточняет суть его подвигов. В средней части стелы врезан текст: «Герой Советского Союза Фёдор Полетаев. Кавалер Золотой медали за боевые заслуги перед Итальянской республикой». Правее автомата — годы жизни Полетаева 1909—1945. Фигурные края ниши с портретом и вертикаль возвышающегося над стелой автомата придают общей композиции некоторую живописность. У подножия памятника расположен небольшой прямоугольный цветник. От обширной, вымощенной крупными каменными плитами видовой площадки к перекрёстку ведёт широкая лестница.
Памятник Ф. А. Полетаеву сооружён на основании Распоряжения Совета министров РСФСР № 972-р от 5.07.1964. Является объектом культурного наследия федерального значения в соответствии с Постановлением Совета Министров РСФСР № 624 от 04.12.1974.

## Памятники на малой родине героя и в других регионах
- Памятник Фёдору Полетаеву в селе Катино Скопинского района Рязанской области, Россия
- Памятник Фёдору Полетаеву в Москве, сквер Фёдора Полетаева на пересечении Есенинского бульвара с улицей имени героя, столичный район Кузьминки, Россия (сооружён в 1998 году)
- Памятник Фёдору Полетаеву в посёлке Красногорск Ташкентской области, Узбекистан (сооружён в 1972 году, частично демонтирован в 2014 году, восстановлен в новом исполнении в 2020 году)[3][4][5]
- Памятник-стела Фёдору Полетаеву на месте гибели, Италия
- Памятник на могиле Фёдора Полетаева на кладбище Стальено в Генуе, Италия
- Памятник-стела Фёдору Полетаеву на кладбище Стальено в Генуе, Италия
- Памятник Фёдору Полетаеву в Канталупо-Лигуре, Италия